# 夜明けが来るまで
「夜明けが来るまで」（よあけがくるまで）は、YU-Aの6thシングルである。

## 収録曲
1. 夜明けが来るまで
  - 作詞：YU-A／作曲：3rd Productions
2. My Story
  - 作詞：YU-A／作曲：3rd Productions
3. 夜明けが来るまで (Instrumental)
4. My Story (Instrumental)